# Ligne de Réding à Diemeringen
La ligne de Réding à Diemeringen est une ligne de chemin de fer française de la Moselle et du Bas-Rhin. Elle reliait les gares de Réding et de Diemeringen, en passant par Drulingen. Désormais, la section de Drulingen à Diemeringen est déclassée et déposée ; seule subsiste la section de Réding à Drulingen.
Elle constitue la ligne no 167 000 du réseau ferré national.
Dans l'ancienne nomenclature de la région Est de la SNCF, elle était numérotée « ligne 36.6 » et désignée en tant que « ligne (Sarrebourg) Réding – Drulingen ». La section de Rexingen à Diemeringen était numérotée « ligne 9.9 » et désignée en tant que « ligne Rexingen – Diemeringen ».

## Histoire
La construction de cette ligne répondait à un objectif stratégique : relier les deux transversales Réding – Metz et Mommenheim – Sarreguemines. Les travaux, débutés par la Direction générale impériale des chemins de fer d'Alsace-Lorraine, sont interrompus lors de la Première Guerre mondiale. C'est l'Administration des chemins de fer d'Alsace et de Lorraine qui achèvera la ligne entre 1922 et 1936.

### Ouverture
La ligne est ouverte en trois étapes entre 1913 et 1936 :
- la section Drulingen – Diemeringen est ouverte le 1er mai 1913[3] ;
- la section Drulingen – Schalbach est mise en service le 1er juillet 1922[4] ;
- la section Réding – Schalbach est ouverte le 3 décembre 1936[5].

Un service voyageurs est assuré uniquement sur la section de Diemeringen à Schalbach, l'autre section de ligne ne servant qu'au service marchandises et au transport de troupes. La ligne présente essentiellement un intérêt militaire avec la desserte du dépôt de munitions de Réding. Construit en 1935, il est chargé de l'approvisionnement du secteur fortifié de la Sarre et peut accueillir une batterie d'artillerie lourde sur voie ferrée.
La ligne est parcourue par des locomotives 141 T 14, 130 G 5, 040 G 8.1 et 050 G 10 provenant des dépôts de Sarrebourg et de Réding.

### Fermeture partielle
L'intégralité de la ligne a été fermée au service voyageurs le 3 octobre 1945.
Dans les années 1950, un embranchement est construit pour la desserte de la base aérienne de Phalsbourg-Bourscheid (actuel quartier La Horie). Se détachant de la ligne peu après la gare de Réding, il longe la RN4 sur environ 6 km.
La section Drulingen – Rexingen a été déclassée le 24 mai 1960.
La section Rexingen – Mackwiller a été déclassée le 13 février 1964.
La section Mackwiller – Diemeringen a été fermée au service marchandises le 1er janvier 1990.
Lorsque la section entre Drulingen et Rexingen a été déclassée et déposée (environ 3,6 km), la ligne s'est retrouvée « coupée » en deux. La section sud, de Réding à Drulingen, est devenue la ligne 36.6 ; la section nord, de Rexingen à Diemeringen, est devenue la ligne 9.9 (cette dernière est aujourd'hui entièrement déclassée et déposée).
Un tronçon de 825 mètres, du PK 19,165 au PK 19,990, est fermé le 13 décembre 2011.

### Raccordement à la LGV Est
Une portion de la ligne a été modernisée et électrifiée en 2013 – 2014 pour servir de raccordement entre la LGV Est européenne et le réseau classique. Le raccordement avec la LGV se fait près de Brouviller. Durant les travaux, cette portion de la ligne faisait le lien entre le chantier de la LGV et Réding (où était implantée la base travaux, puis désormais, à proximité, la base de maintenance).

## Description de la ligne
La ligne part de la gare de Réding et suit la ligne Paris – Strasbourg en direction de Strasbourg. À la sortie est du faisceau de triage de Réding, elle se dirige vers la gauche et prend la direction nord-est. Un embranchement (aujourd'hui inexploité), sur sa droite en direction est, dessert le quartier La Horie et un autre embranchement, sur sa gauche, dessert l'ancien dépôt de munitions de Réding. Celui-ci a été utilisé comme site de stockage du ballast lors des travaux de la LGV Est. La ligne croise la LGV Est entre les communes de Brouviller et de Lixheim. Elle traverse ensuite les communes de Schalbach, Weyer et arrive à Drulingen.
La ligne ne compte aucun passage à niveau. Ces derniers ont été systématiquement évités, grâce à l'aménagement de ponts ou de tranchées.

## Exploitation
Ligne « capillaire » fret, elle était utilisée pour l'approvisionnement de l'usine Sotralentz Construction de Drulingen jusqu'au milieu des années 2010. Néanmoins, la ligne apparaît comme étant inexploitée — hormis la section permettant le raccordement à la LGV Est — sur la carte du réseau ferré national publiée en avril 2019.
Le cercle des entrepreneurs d’Alsace Bossue souhaite la réouverture de la ligne au trafic fret. L’initiative est notamment soutenue par les entreprises Grands Chais de France, Sotralentz Construction et Jus de Fruits d’Alsace ainsi que par la Communauté de communes de l'Alsace Bossue et la commune de Drulingen.

### Vélorail
L'association « Le Saulnois D'rails » — exploitant déjà un vélorail à Dieuze — ouvre le « vélorail du pays Secret » le 7 juillet 2020 sur une section de 4,6 km entre la maison des services de Drulingen et la commune de Schalbach,. En 2021, le vélorail du pays Secret circule sur la section allant du point kilométrique 12 au point kilométrique 18,6.